# Karl Leopold Eugen von der Goltz
Karl Leopold Eugen Graf von der Goltz (Brühl, 28 juni 1864 - Arnhem, 18 september 1944) was een Pruisische beroepsofficier.

## Afkomst
Von der Goltz was lid van de familie Von der Goltz (1787) en de zoon van Karl Friedrich (Ferdinand) Graf von der Goltz, een Oberstleutnant in het Pruisische leger, later General der Kavallerie en General-Adjudant van keizer Wilhelm I. Zijn moeder was Mathilde Maria Gräfin zu Lynar.
Na de ineenstorting van het Duitse keizerrijk in 1918 was Von der Goltz financieel geheel afhankelijk van zijn echtgenote.

## Levensloop

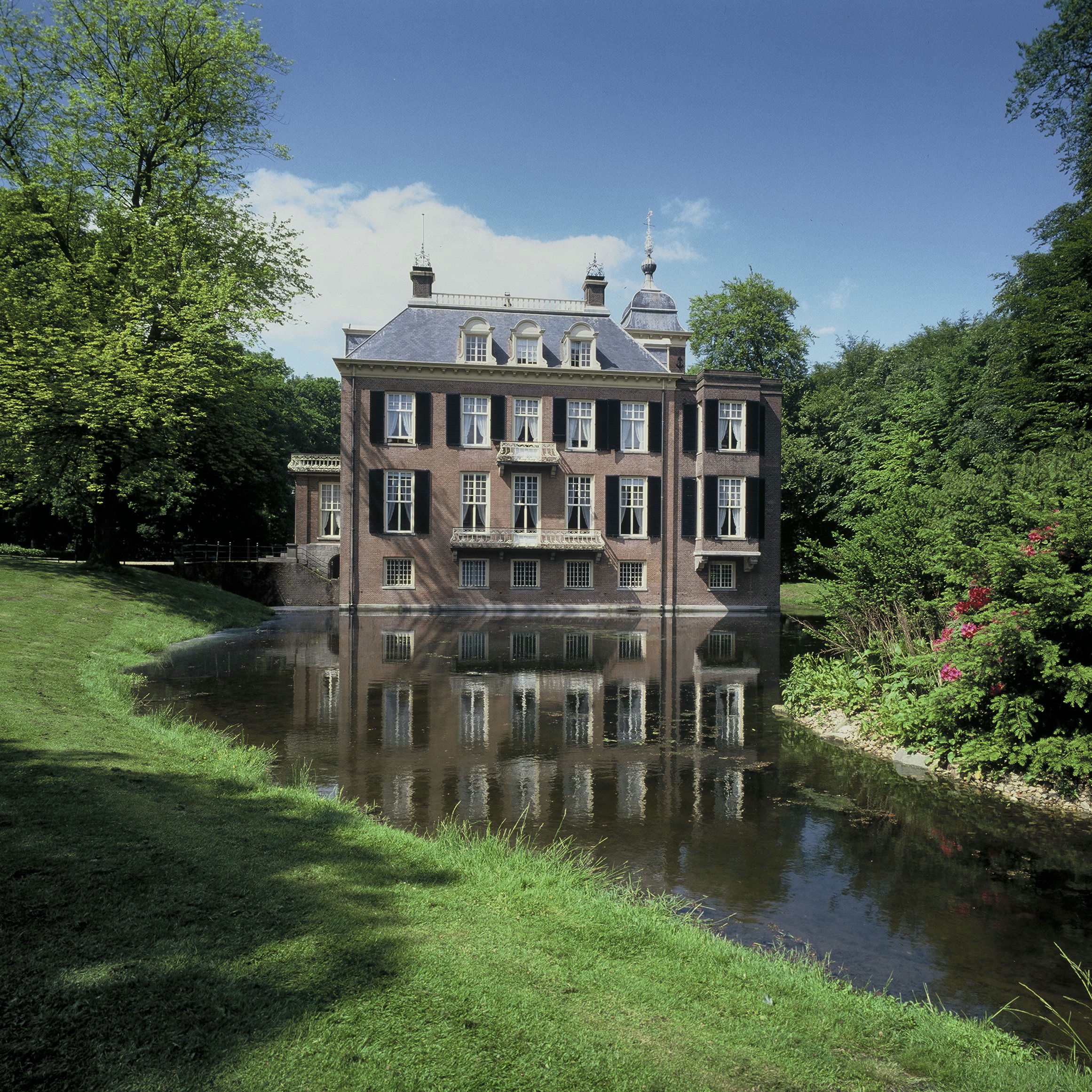
Huis Zypendaal Arnhem

Von der Goltz werd net als zijn vader beroepsofficier bij de Ulanen van de cavalerie. Hij bracht het tot generaal-majoor der Pruisische cavalerie en vleugeladjudant van keizer Wilhelm II (1859-1941). Bij het uitbreken van de Eerste Wereldoorlog werd Von der Goltz met zijn Ulanen naar het front in Frankrijk gestuurd. De familie hoorde hoogst zelden iets van hem. Het einde van de Eerste Wereldoorlog betekende ook het einde van de militaire carrière van generaal-majoor Von der Goltz. Hij behoorde inmiddels tot de hofhouding van keizer Wilhelm II en volgde deze in 1918 naar Nederland. Hij verdeelde zijn tijd tussen het hof van de ex-keizer in Doorn en het bezoeken of ontvangen van Duitse relaties en jachtpartijen met vrienden.
Von der Goltz sympathiseerde met de Nieuwe Orde; voor haar lag dat anders. Op 10 mei 1940 begroette hij in generaalsuniform op het Arnhemse Willemsplein zijn binnenmarcherende landgenoten. Op 12 mei 1940 tekende het echtpaar een verklaring met de gemeente Arnhem waarbij zij een stuk grond op het landgoed Schaarsbergen beschikbaar stelde voor de aanleg van een begraafplaats voor gevallen Duitse soldaten. Zij deed dat met gemengde gevoelens: ze was van mening dat de Duitse doden een waardige begraafplaats moesten krijgen. Als toelichting zei ze: "Ze kunnen het kerkhof krijgen, als ze er maar voor zorgen dat het snel vol komt". Hij was blij dat hij als generaal in ruste een bijdrage kon leveren aan 'de zaak van Duitsland'.
Tijdens de bezetting ontving de oude generaal Duitse officieren op het Jachthuis in Arnhem, en woonde hij vrijwel alle militaire begrafenissen bij, zowel op Zypendaal als daarbuiten. Zijn echtgenote deelde zijn pro-Duitse gevoelens niet. Op 31 augustus, de verjaardag van koningin Wilhelmina, liet zij zich getooid met een oranje coccarde in een open rijtuig door de stad rondrijden.
Von der Goltz zag de Tweede Wereldoorlog als een revanche voor de nederlaag van de vorige oorlog. De anticlimax kwam op 17 september 1944, toen de Britten de luchtlandingen bij Arnhem inzetten. Een tweede Duitse nederlaag was voor hem te veel. In de nacht van 17 op 18 september maakte hij op het Jachthuis een einde aan zijn leven. Vanwege het oorlogsgeweld werd hij op 21 september 1944 voorlopig begraven aan de rand van het gazon van het Jachthuis op de Gulden Bodem. Na het overlijden van zijn echtgenote in 1957 werd zijn stoffelijk overschot overgebracht naar de begraafplaats op Schaarsbergen.

## Familie

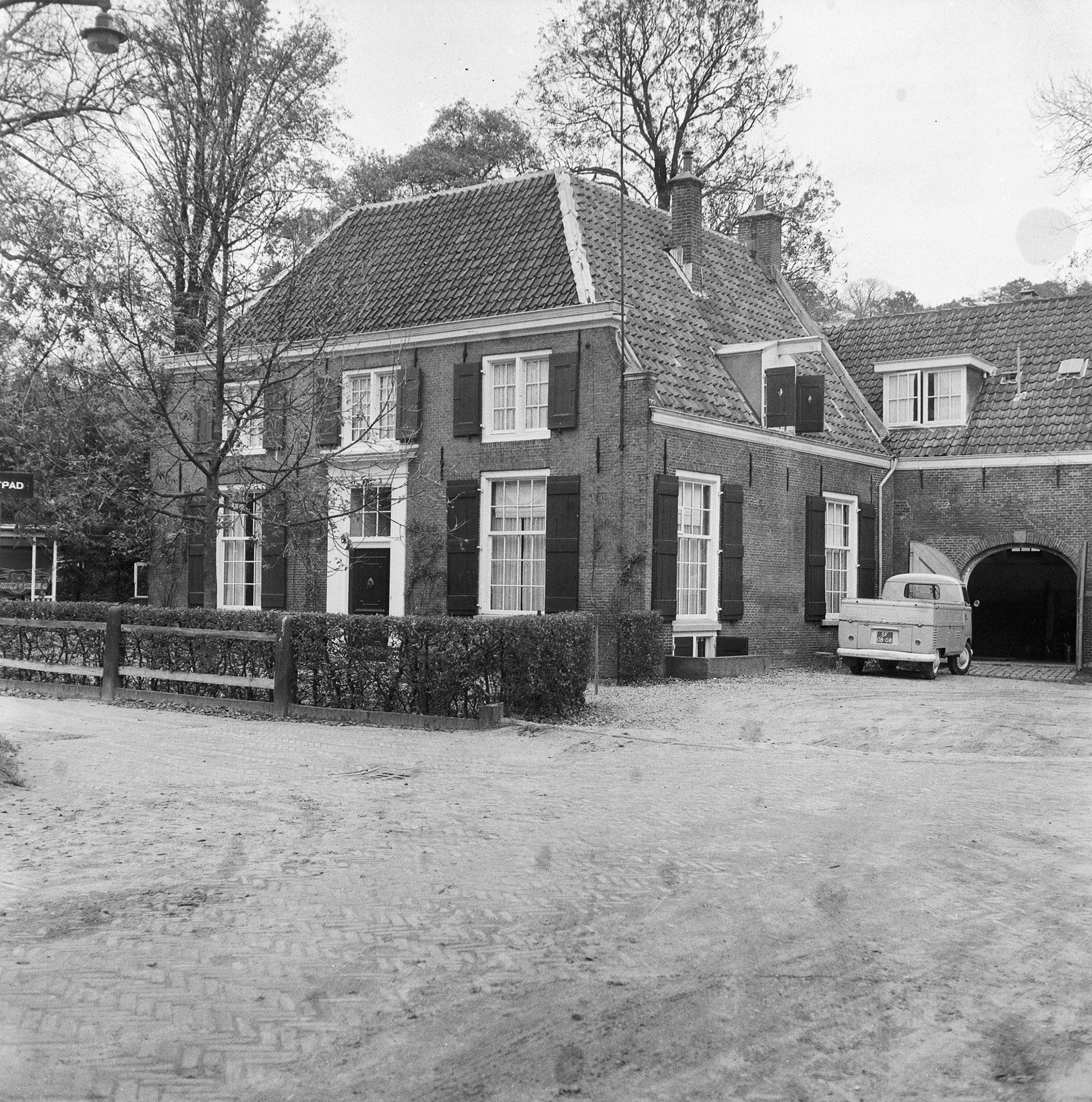
Jachthuis Gulden Bodem Arnhem

Op 24 november 1894 trouwde Von der Goltz met veel luister op Zypendaal met Alwina Brantsen, dochter van Willem Gerard baron Brantsen van de Zyp (1831-1899), kamerheer van koning Willem III en koningin Wilhelmina. Haar moeder was Alwina (Anita) Agnes Clementine Bohlen, dochter van een Amerikaanse zakenman, en geboren in Philadelphia. Zij was het derde kind van de familie Brantsen, geboren nadat twee oudere kinderen waren overleden. Alwina had nog een bastaard-zusje. Het huwelijk hield bijna vijftig jaar stand maar werd sterk overschaduwd door de noodlottige gebeurtenissen van de eerste helft van de twintigste eeuw.
Nadat Brantsen op 8 november 1899 geheel onverwacht overleed, kwamen huis en landgoed Zypendaal in bezit van dochter Alwina. Zij had een afkeer van het huis omdat het geheel door water omringd was. Zij gaf de voorkeur aan het Jachthuis op de Gulden Bodem dat op een steenworp afstand lag. Het park werd in 1925 verkocht. Haar moeder bleef tot haar dood in 1926 op Zypendaal wonen waarna het huis eveneens verkocht werd.
Het paar vestigde zich na hun huwelijk in Potsdam waar hun drie kinderen werden geboren. Alwina verbleef minstens eenmaal per jaar op Zypendaal, soms vergezeld door haar echtgenoot. Het vredige bestaan werd verstoord door de Eerste Wereldoorlog. Von der Goltz werd naar het front gestuurd. Na enige tijd aan de Cordesstraat 6 gewoond te hebben betrok het echtpaar in 1920 het Jachthuis (ook wel de Kleine Zyp genoemd) op de Gulden Bodem. Doordat hij openlijk sympathiseerde met de Duitsers en zij openlijk haar sympathie voor het koningshuis toonde leefde men op het Jachthuis in twee kampen.
Na de bevrijding werd het bezit van de douairière Von der Goltz als 'vijandig vermogen' in beslag genomen. Na een forse financiële aderlating kon ze het behouden. Al snel wilde ze af van de dode Duitsers op haar grond. In 1949 waren alle graven geruimd. Zij leefde de laatste jaren teruggetrokken op het Jachthuis waar zij op 22 april 1957 op 88-jarige leeftijd overleed. Op haar verzoek werd ze op een boerenwagen vervoerd naar de begraafplaats Schaarsbergen, waar zij op haar wens niet in de familiekelder maar op een aangrenzend terrein werd begraven. December van datzelfde jaar werden de stoffelijke resten van hem overgebracht naar Schaarsbergen en begraven bij zijn echtgenote.

### Kinderen
- Marie Alwina Rodolfine Sophie (roepnaam Maria) (Berlijn, 1895 - Düsseldorf 1973). Zij huwde in 1917 in Potsdam met mr. Jan Arent Godert baron de Vos van Steenwijk, jurist en voorzitter van de Hoge Raad van Adel. Zij kregen 6 kinderen.
- Wilhelm Rüdiger Carl Graf von der Goltz, (Berlijn, 1897 - Hannover, 1961).
- Elisabeth Dorothea Alwina Henriëtte (Berlijn, 1904 - München 1997). Zij huwde in 1928 met jhr. Daniël de Blocq van Scheltinga ('Domme Daan'), NSB-burgemeester van Wassenaar. Na de bevrijding veroordeeld tot langdurige gevangenisstraf wegens zijn misdragingen in de oorlog. Gräfin von der Goltz liet zich in 1952 van hem scheiden. Zij kregen 4 kinderen.